# Anton Holič
Anton Holič (26. srpna 1952, Trnava – 7. dubna 2021) byl slovenský kulturista. Stal se mistrem Československa a trojnásobným mistrem Evropy. Jako první slovenský kulturista získal medaili z mistrovství světa.

## Život
Narodil se v Trnavě v roce 1952. S kulturistikou začínal v 15 letech v improvizovaných podmínkách s podomácku vyrobeným cvičebním nářadím. V roce 1970 s Peterem Uríčkem založili kulturistický oddíl Fortuna Trnava. V roce 1979, po konci éry Petra Stacha, se stal mistrem Československa, když porazil Libora Minaříka. Ve stejném roce se ještě zúčastnil mistrovství světa v USA, kde vybojoval bronzovou medaili. V roce 1980 skončil na republikovém mistrovství druhý za Liborem Minaříkem, a vyhrál mistrovství Evropy, když získal maximální hodnocení. V roce 1981 evropský titul obhájil a navíc získal bronzovou medaili na mistrovství světa. V roce 1982 zakončil evropské mistrovství na třetí příčce. O rok později si zopakoval evropský triumf. V roce 1987 vybojoval svoji poslední medaili, když získal bronz na mistrovství Evropy v Essenu. V roce 1988 měl před mistrovstvím světa problémy se získáním výjezdní doložky, což negativně ovlivnilo jeho formu. Na mistrovství světa v Madridu pak skončil až na osmém místě. Před ukončením kariéry se ještě zúčastnil republikového mistrovství, kde obsadil čtvrté místo.Cvičení se věnoval i nadále po skončení kariéry. Zemřel 7. dubna 2021 po komplikacích spojených s onemocněním covid-19.

## Sportovní výsledky
- 1974 – mistr západoslovenského kraje
- 1977 – mistr Slovenska
- 1978 – mistr Slovenska
- 1979 – mistr Československa
- 1979 – 3. místo na mistrovství světa
- 1980 – vítěz Ceny Sandowa, Mariánske Lázně
- 1980 – mistr Evropy
- 1981 – mistr Evropy
- 1981 – 3. místo na mistrovství světa
- 1982 – 3. místo na mistrovství Evropy
- 1983 – mistr Evropy
- 1987 – 3. místo na mistrovství Evropy[3]